# The Ocean Race Europe

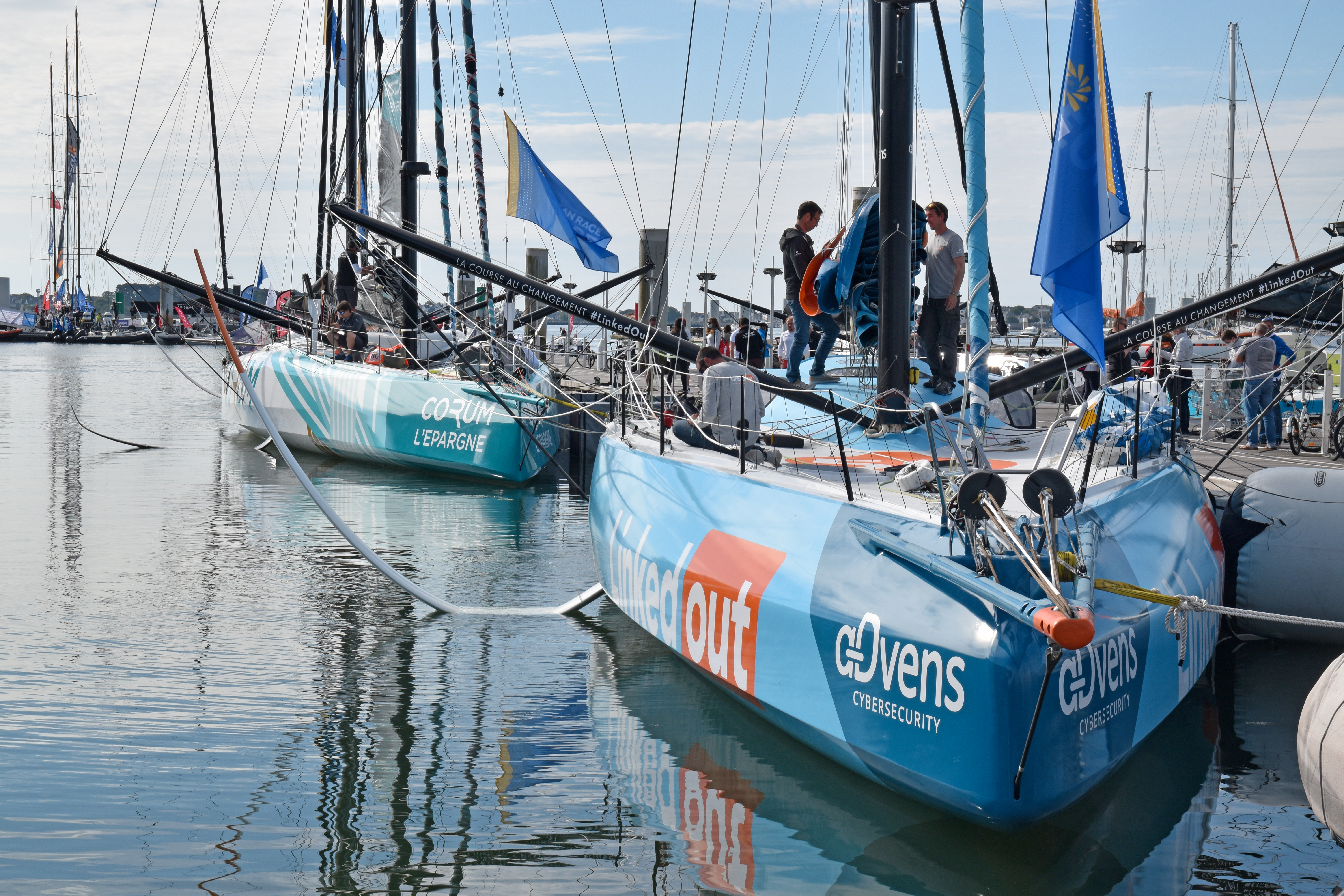
Les IMOCA Linked Out et Corum à Lorient peu avant le départ de la première étape.

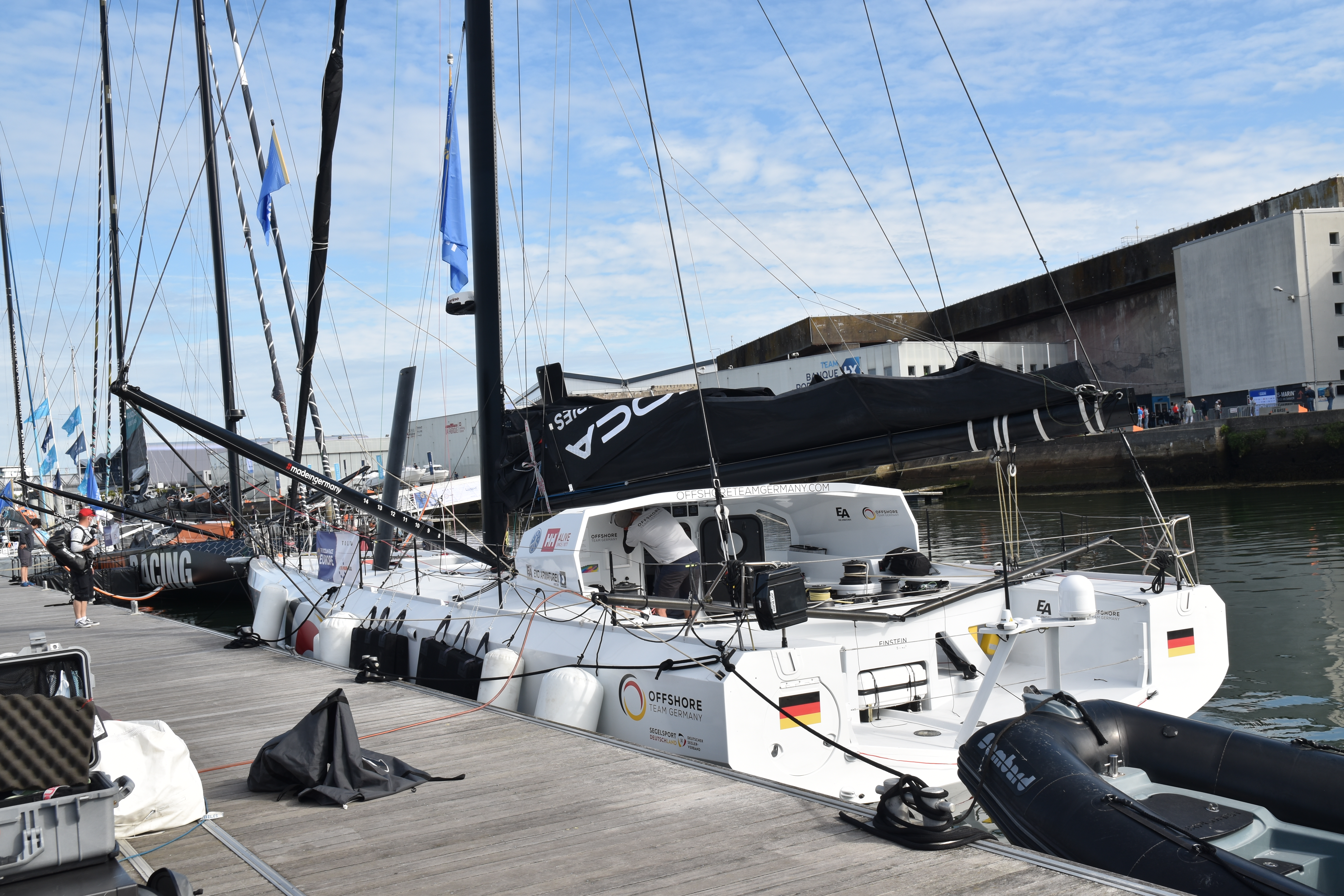
L'IMOCA Offshore Team Germany, futur vainqueur de sa classe, à Lorient peu avant le départ de la première étape.

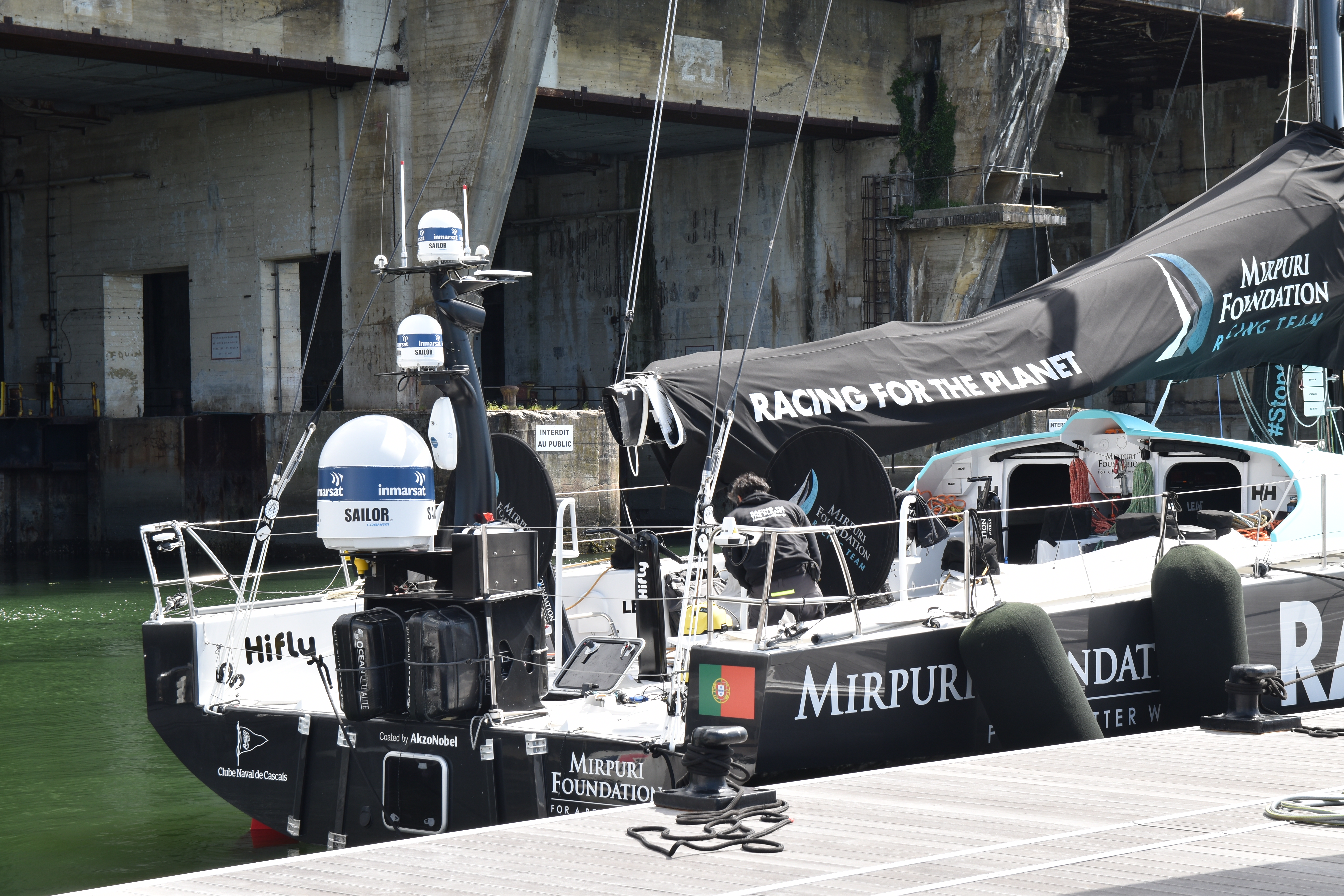
Le VO65 Mirpuri Foundation, futur vainqueur de sa classe, à Lorient.

The Ocean Race Europe est une course au large par étapes en voilier de compétition qui se déroule le long des côtes européennes. La première édition a lieu en mai/juin 2021 entre Lorient et Gênes et comprend trois étapes. Deux classes sont admises les VO65 et les 60 pieds IMOCA. La course est gérée par The Ocean Race qui est également l'organisateur de la course autour du monde éponyme dont la prochaine édition doit avoir lieu en 2025.

## Règlement
Les principales règles sont les suivantes, : 
- La course se court par étapes le long des côtes européennes avec un mélange de régates côtières et de courses offshore.
- Deux classes de voiliers sont admises avec un classement distinct pour chaque classe : la classe VO65 apparue dans le cadre de la course océanique avec équipage et par étapes The Ocean Race et d'autre part la classe des 60 pieds IMOCA dont l'épreuve majeure est la course océanique en solitaire sans escale du Vendée Globe.
- Pour les monotypes VO65, les équipages seront d'au minimum 7 équipiers, dont au moins deux femmes. Pour les régates côtières, le nombre sera réduit à un  minimum de 4. Pour les IMOCA  les équipages devront comporter à toutes les étapes de 4 à 5  marins dont au moins une femme.
- Chacune des étapes offshore donne droit un nombre identique de points (si 7 participants le septième reçoit 1 point et le premier 7 points). Les trois premiers des régates côtières reçoivent des bonus (3 pour le premier, 1 pour le troisième).

## Édition 2021

### Parcours
L'édition 2021 de la course débute fin mai 2021 et dure 3 semaines. Elle comprend trois étapes et deux régates côtières :
- 29 mai : départ de l'étape Lorient (France) - Cascais (Portugal)
- 5 juin : régate côtière à Cascais
- 6 juin : départ de l'étape  Cascais - Alicante (Espagne)
- 13 juin : départ de l'étape  Alicante - Gênes (Italie)
- 19 juin : régate côtière à Gênes

Avant de rejoindre le départ de la course quatre des participants s'affrontent dans le cadre d'un prologue en trois étapes qui est parti le 8 mai de Klaipeda (Lituanie) et comprend des étapes à Gdansk (Pologne) et Stockholm (Suède).

### Participants
L'édition 2021 compte 12 équipages, sept courent sur des VO65 et cinq sur des 60 pieds IMOCA.
| Résultat final | Bateau                                      | Nationalité    | Skipper          | Classements intermédiaires (places) | Remarque |
| -------------- | ------------------------------------------- | -------------- | ---------------- | ----------------------------------- | --- |
| VO65           |                                             |                |                  |                                     | |
| 1              | Mirpuri Foundation Racing Team              | Portugal       | Yoann Richomme   | 7 - 1 - 1 - 1 - 1                   | Équipage permanent : Nicolas Lunven, Mariana Lobato, Frederico Melo, Bernardo Freitas, Emily Nagel, Willy Altadill, Martin Keruzore |
| 2              | Sailing Poland                              | Pologne        | Bouwe Bekking    | 4 - 3 - 3 - 3 - 2                   | Aksel Magdahl, Jens Dolmer, Joca Signorini, ...                                                                                     |
| 3              | AkzoNobel Ocean Racing                      | Pays-Bas       | Chris Nicholson  | 5 - 2 - 2 - 2 - >3                  | Lucas Chaolabn Trystan Seal, Rosalin Kuiper, Will Harris, ...                                                                       |
| 4              | Team Childhood 1                            | Suède Pays-Bas | Simeon Tienpont  | 3 - > 3 - 5 - 4 - >3                | Wouter Verbraak, Gerd-Jan Poortman, Peter van Niekerk, Pieter-Jan Postma,...                                                        |
| 5              | Austrian Ocean Race Project                 | Autriche       | Gerwin Jansen    | 1 - > 3 - 6 - 7 - >3                | Jolbert van Dijk , Oliver Kobale, Michiel Goegebeur, Konstantin Kobale,...                                                          |
| 6              | Viva Mexico                                 | Mexique        | Erik Brockmann   | 6 - > 3 - 5 - 5 - 3                 | Roberto 'Chuny' Bermúdez, Jaime Arbones, Juan Varela, ...                                                                           |
| 7              | AmberSail                                   | Lituanie       | Rokas Milevičius | 2 - > 3 - 7 - 6 - >3                | Équipage permanent : Conrad Colman, Linas Ivanauskas-Linkus, Domantas Jarmalavičiūtė, Tomas Ivanauskas, Domantas Juškevičius        |
| 60 pieds IMOCA |                                             |                |                  |                                     | |
| 1              | Offshore Team Germany / Einstein Ex-Acciona | Allemagne      | Robert Stanjek   | 4 - 1 - 2 - 1 - 2                   | Équipage : Annie Lush, Phillip Kasüske, Benjamin Dutreux, Felix Diemer                                                              |
| 2              | 11th Hour Racing Team                       | États-Unis     | Charlie Enright  | 2 - 2 - 3 - 3 - 1                   | Équipage : Justine Mettraux, Simon Fisher, Pascal Bidégorry                                                                         |
| 3              | LinkedOut                                   | France         | Thomas Ruyant    | 3 - 3 - 1 - 2 - 3                   | Équipage : Morgan Lagravière, Clarisse Crémer, Laurent Bourguès et Quentin Ponroy                                                   |
| 4              | CORUM L´Épargne                             | France         | Nicolas Troussel | 1 - >3 - 5 - 5 - >3                 | Équipage : Sébastien Josse, Marie Riou et Benjamin Schwartz                                                                         |
| 5              | Bureau Vallée 3                             | France         | Louis Burton     | 5 - >3 - 4 - 4 - >3                 | Équipage : Davy Beaudart, Servane Escoffier , Pip Hare , ...                                                                        |

### Première étape Lorient-Cascais
Le départ est donné dans des vents très légers qui forcissent progressivement. Les voiliers naviguent à des allures portantes. Rapidement les IMOCA prennent le dessus sur les VO65. Les leaders restent les mêmes jusqu'à pratiquement la fin de la course : pour les VO65 Mirpuri Foundation Racing Team et pour les IMOCA LinkedOut et 11th Hour Racing Team. Après avoir viré une marque de parcours virtuelle située plusieurs centaines de milles au large de la péninsule ibérique les deux IMOCA comptent jusqu'à 70 milles d'avance sur le reste de la flotte. Des pointes de vitesse  à plus de 30 nœuds sont atteintes. Mais le vent tombe brutalement et les leaders sont rattrapés par les autres voiliers. Dans du tout petit temps, les navigateurs tentent de trouver des risées. Mirpuri Foundation Racing Team est le seul à persister dans une option nord qui s'avèrera désastreuse car le leader de la course termine dernier. Dans les petits airs, les voiliers naviguent au portant sous spinnaker/gennaker très près les uns des autres, 11th Hour Racing Team, arrivant derrière un groupe de VO65, les dévente coupant leur vitesse et vient heurter avec son foil tribord un des VO65 sans dégât apparent. The Austrian Ocean Race Project pour les VO65 et CORUM L´Épargne pour les IMOCA, deux des bateaux ayant le moins bien marché, remportent l'étape.

### Régate côtière à Cascais
Après un faux départ qui entraine un rappel général, la régate côtière à Cascais débute dans des conditions de vent favorables sans être trop soutenues. Parmi les VO65 Mirpuri Foundation Racing Team l'emporte devant AkzoNobel Ocean Racing. L'IMOCA Offshore Team Germany franchit le premier la ligne d'arrivée devant 11th Hour Racing Team et LinkedOut.

### Deuxième étape Cascais - Alicante
Le départ de la deuxième étape Cascais - Alicante longue de 1296 kilomètres (700 milles) est donnée dans des conditions de vent bien établies. Immédiatement après le départ, l'IMOCA 11th Hour Racing Team heurte avec son foil un bateau au mouillage et ayant endommagé cet appendice doit faire demi-tour pour tenter une réparation. The Austrian Ocean Race prend le meilleur départ parmi les VO65. 24 heures après leur départ, les voiliers doivent affronter au près un vent d'est de 40 nœuds amplifié par le resserrement des terres dans le détroit de Gibraltar (vent orographique). Ils doivent tirer des bords dans ce bras de mer étroit tout en évitant les nombreux cargos qui empruntent ce passage en respectant un dispositif de séparation de trafic. À bord de LinkedOut, les virements de bord sont enchainés toutes les 10 à 15 minutes et tout l'équipage reste sur le pont, sans pouvoir prendre de repos. Certains voiliers ont choisi de longer la côté espagnole alors que la majorité choisit de longer la côte marocaine. Mirpuri Foundation Racing Team qui a mené durant la première partie de la course avec une avance atteignant 40 milles cède la première place à  Sailing Poland. Parmi les IMOCA LinkedOut est en tête, légèrement derrière les deux VO65, et est suivi à faible distance par Bureau Vallée. De son côté 11th Hour Racing Team a repris le départ de Cascais en abandonnant son foil endommagé et réduit rapidement son retard  initial sur le leader : de 77 milles celui-ci est tombé à 36 milles au niveau du détroit. Au débouché du détroit de Gibraltar, à la fin du dispositif de séparation de trafic, les écarts se resserrent et les options nord et sud prises par les concurrents s'avèrent donner des résultats équivalents. Parmi les VO65  Sailing Team Poland est en tête avec une avance d'une fraction de mille sur AkzoNobel Ocean Racing. LinkedOut de son côté dispose d'une avance confortable de 10 milles sur CORUM L' Epargne et Offshore Team Germany. Bureau Vallée sort du détroit avec des dommages importants dans son plan de voilure à la suite de la perte du point d'amure de son J2, incident qui a endommagé la grand voile. Au cours de la troisième journée, le vent qui est toujours de face, est complètement tombé et la mer est désormais plate. Dans ces nouvelles conditions de vent, les VO65 creusent l'écart avec les IMOCA. Mirpuri Foundation Racing Team est en tête immédiatement suivi par AkzoNobel Ocean Racing tandis que Sailing Team Poland se trouve 6 milles derrière. Parmi les IMOCA LinkedOut a une avance de 16 milles sur CORUM L' Épargne qui est lui-même suivi par 11th Hour Racing Team quatre milles derrière. Les VO65 franchissent la ligne d'arrivée à Alicante avec une vingtaine de milles d'avance sur les premiers IMOCA. Mirpuri Foundation Racing Team arrive en tête suivi par AkzoNobel Ocean Racing avec lequel il a mené un long duel débuté au sortir du détroit de Gibraltar. LinkedOut de son côté gagne cette manche juste devant Offshore Team Germany qui a refait son retard en profitant des conditions de vent plus favorables au bateau à dérives,.

### Troisième étape Alicante - Gênes
Le départ de la troisième étape Alicante - Gênes longue de 1100 kilomètres (600 milles) se déroule dans des conditions idéales avec un vent établi de 8 à 12 nœuds. Parmi les IMOCA, Offshore Team Germany prend le meilleur départ mais il est dépassé à partir de la première bouée par les foilers qui se retrouvent au portant avec un vent suffisamment fort pour que les foils leur procurent un avantage sensible. Parmi les VO65 AkzoNobel Ocean Racing prend le meilleur départ suivi par  Mirpuri Foundation Sailing Team et Viva Mexico. Mais le vent, comme prévu, tombe et les voiliers doivent progresser dans des vents très légers. Dans ces conditions Offshore Team Germany, qui a choisi de longer la côte au plus près prend l'avantage et prend la tête dès la première nuit avec une avance de 12 milles sur ses poursuivants. Au cours de la seconde journée de la régate, les vents sont toujours aussi peu soutenus. Dans ces conditions les VO65 prennent une nette avance sur les IMOCA avec en tête Sailing Team Poland et Mirpuri Foundation Sailing. L'option nord choisie par Offshore Team Germany continue à fournir des dividendes et son avantage sur ses poursuivants atteint 66 milles. La troisième journée se déroule dans les mêmes conditions de vent. Les poursuivants d'Offshore Team Germany, qui bénéficient d'un vent légèrement plus soutenu, réduisent nettement l'écart sur le leader. Du côté des VO65 Sailing Team Poland a une confortable avance, compte tenu des conditions de vent, de 13 milles sur ses poursuivants Team Childhood  et Mirpuri Foundation Racing Team. Au cours de la dernière nuit avant l'arrivée à Gênes Mirpuri Foundation Racing Team choisit de s'écarter de la côte pour toucher des vents plus soutenus. Cette option est payante et il parvient à combler les 10 milles de retard sur Sailing Team Poland et à franchir la ligne d'arrivée en premier suivi par AkzoNobel Ocean Racing qui avait également pris cette option. Malgré un écart avec ses poursuivants allant en s'amenuisant (20 milles à l'arrivée) Offshore Team Germany est le premier IMOCA à franchir la ligne d'arrivée 10 heures après le premier VO65. Il est suivi par LinkedOut qui est parvenu à doubler 11th Hour Racing Team au cours des dernières heures.

### Régate côtière à Gênes
La régate se déroule dans des vents légers (7 à 10 nœuds). Le VO65 Mirpuri Foundation Racing Team prend immédiatement la tête et la garde jusqu'à l'arrivée talonné par Sailing Poland. Au départ de la course trois IMOCA peuvent encore remporter l'ensemble de la course : Offshore Team Germany, 11th Hour Racing Team et LinkedOut. Les Allemands prennent la tête dès le départ et la conserve jusqu'à la deuxième marque de parcours. À la suite d'une manœuvre ratée au niveau de celle-ci ils sont dépassés par 11th Hour Racing Team qui conserve la tête de la course jusqu'à l'arrivée. Offshore Team Germany termine quelques mètres devant LinkedOut.  

### Classement final
L'édition 2021 a été caractérisée par la prépondérance du très petit temps sur toutes les étapes. La faiblesse du vent a favorisé les VO65 par rapport aux IMOCA dont la coque comporte une surface mouillée plus importante et dont le gréement thonier (outriggers) limite la surface des voiles d'avant de très petit temps. Au sein des IMOCA, le seul bateau à dérives Offshore Team Germany, bien que plus ancien, a dominé les bateaux à foils handicapés par ces appendices, ceux-ci n'apportant aucun avantage dans le vent faible (pas de portance) et étant sources de trainée. Il s'agissait de la première course de voiliers IMOCA avec des équipages importants (4 à 6 équipiers au lieu des 1 à 2 habituels). Cette configuration a permis selon les skippers d'améliorer les vitesses moyennes. Toutefois la disposition des cockpits n'avait pratiquement pas été adaptée à une telle taille d'équipage (par exemple colonne de winch unique).  
En VO65 les trois premiers sont Mirpuri Foundation Racing Team (21 points), Sailing Poland (17 points) et AkzoNobel Ocean Racing (17 points). Dans la classe IMOCA Offshore Team Germany (16 points) remporte la course devant 11th Hour Racing Team (15 points) et LinkedOut (14 points).

## Édition 2025

### Parcours
L’édition 2025 part de Kiel le 10 août 2025 pour un parcours de 8 300 km reliant Carthagène, Nice, Gênes et Kotor, où l’arrivée est prévue en septembre.

### Participants
| Résultat final | Bateau                                  | Nationalité             | Skipper             | Classements intermédiaires (places) | Remarque |
| -------------- | --------------------------------------- | ----------------------- | ------------------- | ----------------------------------- | -------- |
| IMOCA          |                                         |                         |                     |                                     |          |
|                | Team Malizia                            | Allemagne               | Boris Herrmann      |                                     |          |
|                | Holcim-PRB                              | Suisse                  | Rosalin Kuiper (de) |                                     |          |
|                | Paprec Arkéa                            | France                  | Yoann Richomme      |                                     |          |
|                | Canada Ocean Racing - Be Water Positive | Canada                  | Scott Shawyer       |                                     |          |
|                | Allagrande Mapei                        | Italie                  | Ambrogio Beccaria   |                                     |          |
|                | Biotherm                                | France                  | Paul Meilhat        |                                     |          |
|                | Team Amaala                             | Suisse/ Arabie saoudite | Alan Roura          |                                     |          |

### Première étape
Le départ de la première étape est marqué par une collision entre les bateaux Holcim-PRB (skippé par Rosalin Kuiper (de)) et Allagrande MAPEI (skippé par Ambrogio Beccaria) ; les dégâts matériels obligent les deux équipages à retourner au port pour évaluer la situation et leur poursuite de la course,.